# Équipes du tournoi féminin de football aux Jeux olympiques d'été de 2012
Pour un article plus général, voir Tournoi féminin de football aux Jeux olympiques d'été de 2012.
La liste suivante présente les équipes de chaque nation qui participe au tournoi féminin de football des Jeux olympiques d'été de 2012 de Londres. Chaque nation doit inscrire une équipe de 18 joueuses avec un minimum de deux gardiennes.

## Groupe E

### Brésil
Ci-dessous, la liste des joueuses du Brésil qui participent aux Jeux olympiques d'été de 2012.
| #           | Nom                  | Club                    | Âge        | Joués      | But inscrit | Averti     | Carton jaune · Carton jaune · Carton rouge | Carton rouge |
| Entraîneur  | Entraîneur           | Entraîneur              | Entraîneur | Entraîneur | Entraîneur  | Entraîneur | Entraîneur                                 | Entraîneur   |
| ----------- | -------------------- | ----------------------- | ---------- | ---------- | ----------- | ---------- | ------------------------------------------ | ------------ |
|             | Jorge Barcellos      |                         |            |            |             |            |                                            |              |
| Gardiennes  |                      |                         |            |            |             |            |                                            |              |
|             | Bárbara              | Foz Cataratas           | 24         | 0          | 0           | 0          | 0                                          | 0            |
|             | Andréia Suntaque     | Clube Atlético Juventus | 35         | 0          | 0           | 0          | 0                                          | 0            |
| Défenseurs  |                      |                         |            |            |             |            |                                            |              |
|             | Rosana Augusto       | Olympique lyonnais      | 30         | 0          | 0           | 0          | 0                                          | 0            |
|             | Bruna Benites        | Foz Cataratas           | 30         | 0          | 0           | 0          | 0                                          | 0            |
|             | Maurine Gonçalves    | Centro Olímpico         | 26         | 0          | 0           | 0          | 0                                          | 0            |
|             | Aline Pellegrino (c) | WFC Rossiyanka          | 30         | 0          | 0           | 0          | 0                                          | 0            |
|             | Daiane Rodrigues     | São José                | 29         | 0          | 0           | 0          | 0                                          | 0            |
| Milieux     |                      |                         |            |            |             |            |                                            |              |
| 13          | Francielle Alberto   | São José                | 22         | 1          | 1           | 0          | 0                                          | 0            |
| 16          | Renata Costa         | Foz Cataratas           | 26         | 1          | 1           | 0          | 0                                          | 0            |
|             | Thaís Guedes         | AD Vitória              | 19         | 0          | 0           | 0          | 0                                          | 0            |
|             | Miraildes Mota       | São Jose                | 34         | 0          | 0           | 0          | 0                                          | 0            |
|             | Elaine Moura         | Tyresö FF               | 29         | 0          | 0           | 0          | 0                                          | 0            |
|             | Ester Santos         | WFC Rossiyanka          | 27         | 0          | 0           | 0          | 0                                          | 0            |
| Attaquantes |                      |                         |            |            |             |            |                                            |              |
|             | Grazielle Nascimento | Portuguesa              | 31         | 0          | 0           | 0          | 0                                          | 0            |
|             | Érika Santos         | Centro Olímpico         | 24         | 0          | 0           | 0          | 0                                          | 0            |
| 11          | Cristiane Silva      | WFC Rossiyanka          | 27         | 1          | 1           | 0          | 0                                          | 00           |
| 10          | Marta Silva          | Tyresö FF               | 26         | 1          | 2           | 0          | 0                                          | 0            |
|             | Fabiana Simões       | WFC Rossiyanka          | 22         | 0          | 0           | 0          | 0                                          | 0            |

### Cameroun
Ci-dessous, la liste des joueuses du Cameroun qui participent aux Jeux olympiques d'été de 2012.
| #           | Nom                      | Club                   | Âge        | Joués      | But inscrit | Averti     | Carton jaune · Carton jaune · Carton rouge | Carton rouge |
| Entraîneur  | Entraîneur               | Entraîneur             | Entraîneur | Entraîneur | Entraîneur  | Entraîneur | Entraîneur                                 | Entraîneur   |
| ----------- | ------------------------ | ---------------------- | ---------- | ---------- | ----------- | ---------- | ------------------------------------------ | ------------ |
|             | Carl Enow Ngachu         |                        |            |            |             |            |                                            |              |
| Gardiennes  |                          |                        |            |            |             |            |                                            |              |
| 1           | Annette Ngo Ndom         | Louves Minproff        | 27         | 0          | 0           | 0          | 0                                          | 0            |
| 16          | Reine Sosso              | Franck Rollycek        | 19         | 0          | 0           | 0          | 0                                          | 0            |
| Défenseurs  |                          |                        |            |            |             |            |                                            |              |
| 2           | Christine Manie          | Negrea Resita          | 28         | 0          | 0           | 0          | 0                                          | 0            |
| 5           | Augustine Ejangue        | Energiya Voronezh      | 23         | 0          | 0           | 0          | 0                                          | 0            |
| 13          | Claudine Meffometou      | Franck Rollycek        | 22         | 0          | 0           | 0          | 0                                          | 0            |
| 15          | Isis Sonkeng             | Louves Minproff        | 22         | 0          | 0           | 0          | 0                                          | 0            |
| Milieux     |                          |                        |            |            |             |            |                                            |              |
| 6           | Francine Zouga           | FSG Aire-le-Lignon     | 24         | 0          | 0           | 0          | 0                                          | 0            |
| 8           | Raissa Feudjio           | Lorema                 | 17         | 0          | 0           | 0          | 0                                          | 0            |
| 10          | Bebey Beyene             | Louves Minproff        | 20         | 0          | 0           | 0          | 0                                          | 0            |
| 12          | Françoise Bella          | Rivers Angels          | 29         | 0          | 0           | 0          | 0                                          | 0            |
| 18          | Jeannette Yango          | Katowice               | 19         | 0          | 0           | 0          | 0                                          | 0            |
| 4           | Yvonne Leuko             | Montigny Le Bretonneux | 20         | 0          | 0           | 0          | 0                                          | 0            |
| Attaquantes |                          |                        |            |            |             |            |                                            |              |
| 3           | Njoya Ajara Nchout       | Energiya Voronezh      | 19         | 0          | 0           | 0          | 0                                          | 0            |
| 7           | Onguene Gabrielle Aboudi | Louves Minproff        | 23         | 0          | 0           | 0          | 0                                          | 0            |
| 9           | Madeleine Ngono Mani     | Guingamp               | 27         | 0          | 0           | 0          | 0                                          | 0            |
| 11          | Adrienne Iven            | Louves Minproff        | 29         | 0          | 0           | 0          | 0                                          | 0            |
| 17          | Gaelle Enganamouit       | ŽFK Spartak Subotica   | 20         | 0          | 0           | 0          | 0                                          | 0            |
| 20          | Henriette Akaba          | Lorema                 | 20         | 0          | 0           | 0          | 0                                          | 0            |

### Grande-Bretagne
Ci-dessous, la liste des joueuses de la Grande-Bretagne qui participent aux Jeux olympiques d'été de 2012.
| #           | Nom                | Club            | Âge        | Joués      | But inscrit | Averti     | Carton jaune · Carton jaune · Carton rouge | Carton rouge |
| Entraîneur  | Entraîneur         | Entraîneur      | Entraîneur | Entraîneur | Entraîneur  | Entraîneur | Entraîneur                                 | Entraîneur   |
| ----------- | ------------------ | --------------- | ---------- | ---------- | ----------- | ---------- | ------------------------------------------ | ------------ |
|             | Hope Powell        |                 |            |            |             |            |                                            |              |
| Gardiennes  |                    |                 |            |            |             |            |                                            |              |
| 1           | Karen Bardsley     | Linköpings FC   | 27         | 0          | 0           | 0          | 0                                          | 0            |
| 18          | Rachel Brown       | Everton         | 32         | 0          | 0           | 0          | 0                                          | 0            |
| Défenseurs  |                    |                 |            |            |             |            |                                            |              |
| 2           | Alex Scott         | Arsenal         | 27         | 0          | 0           | 0          | 0                                          | 0            |
| 3           | Stephanie Houghton | Arsenal         | 24         | 0          | 0           | 0          | 0                                          | 0            |
| 5           | Sophie Bradley     | Lincoln         | 22         | 0          | 0           | 0          | 0                                          | 0            |
| 6           | Casey Stoney (c)   | Lincoln         | 30         | 0          | 0           | 0          | 0                                          | 0            |
| 13          | Ifeoma Dieke       | Vittsjö GIK     | 31         | 0          | 0           | 0          | 0                                          | 0            |
| 16          | Claire Rafferty    | Chelsea         | 23         | 0          | 0           | 0          | 0                                          | 0            |
| Milieux     |                    |                 |            |            |             |            |                                            |              |
| 4           | Jill Scott         | Everton         | 25         | 0          | 0           | 0          | 0                                          | 0            |
| 8           | Fara Williams      | Everton         | 28         | 0          | 0           | 0          | 0                                          | 0            |
| 11          | Rachel Yankey      | Arsenal         | 32         | 0          | 0           | 0          | 0                                          | 0            |
| 14          | Anita Asante       | Göteborg        | 27         | 0          | 0           | 0          | 0                                          | 0            |
| Attaquantes |                    |                 |            |            |             |            |                                            |              |
| 7           | Karen Carney       | Birmingham City | 25         | 0          | 0           | 0          | 0                                          | 0            |
| 9           | Ellen White        | Arsenal         | 23         | 0          | 0           | 0          | 0                                          | 0            |
| 10          | Kelly Smith        | Arsenal         | 33         | 0          | 0           | 0          | 0                                          | 0            |
| 12          | Kim Little         | Arsenal         | 22         | 0          | 0           | 0          | 0                                          | 0            |
| 15          | Eniola Aluko       | Birmingham City | 25         | 0          | 0           | 0          | 0                                          | 0            |
| 17          | Rachel Williams    | Birmingham City | 24         | 0          | 0           | 0          | 0                                          | 0            |

### Nouvelle-Zélande
Ci-dessous, la liste des joueuses de la Nouvelle-Zélande qui participent aux Jeux olympiques d'été de 2012.
| #           | Nom               | Club                       | Âge        | Joués      | But inscrit | Averti     | Carton jaune · Carton jaune · Carton rouge | Carton rouge |
| Entraîneur  | Entraîneur        | Entraîneur                 | Entraîneur | Entraîneur | Entraîneur  | Entraîneur | Entraîneur                                 | Entraîneur   |
| ----------- | ----------------- | -------------------------- | ---------- | ---------- | ----------- | ---------- | ------------------------------------------ | ------------ |
|             | Tony Readings     |                            |            |            |             |            |                                            |              |
| Gardiennes  |                   |                            |            |            |             |            |                                            |              |
| 1           | Jenny Bindon      | Hibiscus Coast AFC         | 39         | 0          | 0           | 0          | 0                                          | 0            |
| 18          | Rebecca Rolls     | Fencibles United           | 36         | 0          | 0           | 0          | 0                                          | 0            |
| Défenseurs  |                   |                            |            |            |             |            |                                            |              |
| 2           | Ria Percival      | 1. FFC Francfort           | 22         | 0          | 0           | 0          | 0                                          | 0            |
| 3           | Anna Green        | 1. FC Lokomotive Leipzig   | 21         | 0          | 0           | 0          | 0                                          | 0            |
| 5           | Abby Erceg        | Fencibles United           | 22         | 0          | 0           | 0          | 0                                          | 0            |
| 6           | Rebecca Smith (c) | VfL Wolfsbourg (féminines) | 31         | 0          | 0           | 0          | 0                                          | 0            |
| 7           | Ali Riley         | Malmö                      | 24         | 0          | 0           | 0          | 0                                          | 0            |
| 14          | Kristy Hill       | Eastern Suburbs            | 33         | 0          | 0           | 0          | 0                                          | 0            |
| 15          | Rebekah Stott     | Melbourne Victory          | 19         | 0          | 0           | 0          | 0                                          | 0            |
| Milieux     |                   |                            |            |            |             |            |                                            |              |
| 4           | Katie Hoyle       | SC 07 Bad Neuenahr         | 24         | 0          | 0           | 0          | 0                                          | 0            |
| 8           | Hayley Moorwood   | Chelsea                    | 28         | 0          | 0           | 0          | 0                                          | 0            |
| 11          | Kirsty Yallop     | Vittsjö GIK                | 25         | 0          | 0           | 0          | 0                                          | 0            |
| 12          | Betsy Hassett     | UC Berkeley                | 21         | 0          | 0           | 0          | 0                                          | 0            |
| 16          | Annalie Longo     | Three Kings United         | 21         | 0          | 0           | 0          | 0                                          | 0            |
| Attaquantes |                   |                            |            |            |             |            |                                            |              |
| 9           | Amber Hearn       | FF USV Iéna                | 27         | 0          | 0           | 0          | 0                                          | 0            |
| 10          | Sarah Gregorius   | SC 07 Bad Neuenahr         | 27         | 0          | 0           | 0          | 0                                          | 0            |
| 13          | Rosie White       | UCLA                       | 19         | 0          | 0           | 0          | 0                                          | 0            |
| 17          | Hannah Wilkinson  | Glenfield Rovers           | 20         | 0          | 0           | 0          | 0                                          | 0            |

## Groupe F

### Afrique du Sud
Ci-dessous, la liste des joueuses de l'Afrique du Sud qui participent aux Jeux olympiques d'été de 2012.
| #           | Nom        | Club       | Âge        | Joués      | But inscrit | Averti     | Carton jaune · Carton jaune · Carton rouge | Carton rouge |
| Entraîneur  | Entraîneur | Entraîneur | Entraîneur | Entraîneur | Entraîneur  | Entraîneur | Entraîneur                                 | Entraîneur   |
| ----------- | ---------- | ---------- | ---------- | ---------- | ----------- | ---------- | ------------------------------------------ | ------------ |
|             |            |            |            |            |             |            |                                            |              |
| Gardiennes  |            |            |            |            |             |            |                                            |              |
|             |            |            |            | 0          | 0           | 0          | 0                                          | 0            |
|             |            |            |            | 0          | 0           | 0          | 0                                          | 0            |
| Défenseurs  |            |            |            |            |             |            |                                            |              |
|             |            |            |            | 0          | 0           | 0          | 0                                          | 0            |
|             |            |            |            | 0          | 0           | 0          | 0                                          | 0            |
|             |            |            |            | 0          | 0           | 0          | 0                                          | 0            |
|             |            |            |            | 0          | 0           | 0          | 0                                          | 0            |
|             |            |            |            | 0          | 0           | 0          | 0                                          | 0            |
| Milieux     |            |            |            |            |             |            |                                            |              |
|             |            |            |            | 0          | 0           | 0          | 0                                          | 0            |
|             |            |            |            | 0          | 0           | 0          | 0                                          | 0            |
|             |            |            |            | 0          | 0           | 0          | 0                                          | 0            |
|             |            |            |            | 0          | 0           | 0          | 0                                          | 0            |
|             |            |            |            | 0          | 0           | 0          | 0                                          | 0            |
|             |            |            |            | 0          | 0           | 0          | 0                                          | 0            |
| Attaquantes |            |            |            |            |             |            |                                            |              |
|             |            |            |            | 0          | 0           | 0          | 0                                          | 0            |
|             |            |            |            | 0          | 0           | 0          | 0                                          | 0            |
|             |            |            |            | 0          | 0           | 0          | 0                                          | 0            |
|             |            |            |            | 0          | 0           | 0          | 0                                          | 0            |
|             |            |            |            | 0          | 0           | 0          | 0                                          | 0            |

### Canada
Ci-dessous, la liste des joueuses du Canada qui participent aux Jeux olympiques d'été de 2012.
| #           | Nom        | Club       | Âge        | Joués      | But inscrit | Averti     | Carton jaune · Carton jaune · Carton rouge | Carton rouge |
| Entraîneur  | Entraîneur | Entraîneur | Entraîneur | Entraîneur | Entraîneur  | Entraîneur | Entraîneur                                 | Entraîneur   |
| ----------- | ---------- | ---------- | ---------- | ---------- | ----------- | ---------- | ------------------------------------------ | ------------ |
|             |            |            |            |            |             |            |                                            |              |
| Gardiennes  |            |            |            |            |             |            |                                            |              |
|             |            |            |            | 0          | 0           | 0          | 0                                          | 0            |
|             |            |            |            | 0          | 0           | 0          | 0                                          | 0            |
| Défenseurs  |            |            |            |            |             |            |                                            |              |
|             |            |            |            | 0          | 0           | 0          | 0                                          | 0            |
|             |            |            |            | 0          | 0           | 0          | 0                                          | 0            |
|             |            |            |            | 0          | 0           | 0          | 0                                          | 0            |
|             |            |            |            | 0          | 0           | 0          | 0                                          | 0            |
|             |            |            |            | 0          | 0           | 0          | 0                                          | 0            |
| Milieux     |            |            |            |            |             |            |                                            |              |
|             |            |            |            | 0          | 0           | 0          | 0                                          | 0            |
|             |            |            |            | 0          | 0           | 0          | 0                                          | 0            |
|             |            |            |            | 0          | 0           | 0          | 0                                          | 0            |
|             |            |            |            | 0          | 0           | 0          | 0                                          | 0            |
|             |            |            |            | 0          | 0           | 0          | 0                                          | 0            |
|             |            |            |            | 0          | 0           | 0          | 0                                          | 0            |
| Attaquantes |            |            |            |            |             |            |                                            |              |
|             |            |            |            | 0          | 0           | 0          | 0                                          | 0            |
|             |            |            |            | 0          | 0           | 0          | 0                                          | 0            |
|             |            |            |            | 0          | 0           | 0          | 0                                          | 0            |
|             |            |            |            | 0          | 0           | 0          | 0                                          | 0            |
|             |            |            |            | 0          | 0           | 0          | 0                                          | 0            |

### Japon
Ci-dessous, la liste des joueuses du Japon qui participent aux Jeux olympiques d'été de 2012.
| #           | Nom        | Club       | Âge        | Joués      | But inscrit | Averti     | Carton jaune · Carton jaune · Carton rouge | Carton rouge |
| Entraîneur  | Entraîneur | Entraîneur | Entraîneur | Entraîneur | Entraîneur  | Entraîneur | Entraîneur                                 | Entraîneur   |
| ----------- | ---------- | ---------- | ---------- | ---------- | ----------- | ---------- | ------------------------------------------ | ------------ |
|             |            |            |            |            |             |            |                                            |              |
| Gardiennes  |            |            |            |            |             |            |                                            |              |
|             |            |            |            | 0          | 0           | 0          | 0                                          | 0            |
|             |            |            |            | 0          | 0           | 0          | 0                                          | 0            |
| Défenseurs  |            |            |            |            |             |            |                                            |              |
|             |            |            |            | 0          | 0           | 0          | 0                                          | 0            |
|             |            |            |            | 0          | 0           | 0          | 0                                          | 0            |
|             |            |            |            | 0          | 0           | 0          | 0                                          | 0            |
|             |            |            |            | 0          | 0           | 0          | 0                                          | 0            |
|             |            |            |            | 0          | 0           | 0          | 0                                          | 0            |
| Milieux     |            |            |            |            |             |            |                                            |              |
|             |            |            |            | 0          | 0           | 0          | 0                                          | 0            |
|             |            |            |            | 0          | 0           | 0          | 0                                          | 0            |
|             |            |            |            | 0          | 0           | 0          | 0                                          | 0            |
|             |            |            |            | 0          | 0           | 0          | 0                                          | 0            |
|             |            |            |            | 0          | 0           | 0          | 0                                          | 0            |
|             |            |            |            | 0          | 0           | 0          | 0                                          | 0            |
| Attaquantes |            |            |            |            |             |            |                                            |              |
|             |            |            |            | 0          | 0           | 0          | 0                                          | 0            |
|             |            |            |            | 0          | 0           | 0          | 0                                          | 0            |
|             |            |            |            | 0          | 0           | 0          | 0                                          | 0            |
|             |            |            |            | 0          | 0           | 0          | 0                                          | 0            |
|             |            |            |            | 0          | 0           | 0          | 0                                          | 0            |

### Suède
Ci-dessous, la liste des joueuses de la Suède qui participent aux Jeux olympiques d'été de 2012.
| #           | Nom        | Club       | Âge        | Joués      | But inscrit | Averti     | Carton jaune · Carton jaune · Carton rouge | Carton rouge |
| Entraîneur  | Entraîneur | Entraîneur | Entraîneur | Entraîneur | Entraîneur  | Entraîneur | Entraîneur                                 | Entraîneur   |
| ----------- | ---------- | ---------- | ---------- | ---------- | ----------- | ---------- | ------------------------------------------ | ------------ |
|             |            |            |            |            |             |            |                                            |              |
| Gardiennes  |            |            |            |            |             |            |                                            |              |
|             |            |            |            | 0          | 0           | 0          | 0                                          | 0            |
|             |            |            |            | 0          | 0           | 0          | 0                                          | 0            |
| Défenseurs  |            |            |            |            |             |            |                                            |              |
|             |            |            |            | 0          | 0           | 0          | 0                                          | 0            |
|             |            |            |            | 0          | 0           | 0          | 0                                          | 0            |
|             |            |            |            | 0          | 0           | 0          | 0                                          | 0            |
|             |            |            |            | 0          | 0           | 0          | 0                                          | 0            |
|             |            |            |            | 0          | 0           | 0          | 0                                          | 0            |
| Milieux     |            |            |            |            |             |            |                                            |              |
|             |            |            |            | 0          | 0           | 0          | 0                                          | 0            |
|             |            |            |            | 0          | 0           | 0          | 0                                          | 0            |
|             |            |            |            | 0          | 0           | 0          | 0                                          | 0            |
|             |            |            |            | 0          | 0           | 0          | 0                                          | 0            |
|             |            |            |            | 0          | 0           | 0          | 0                                          | 0            |
|             |            |            |            | 0          | 0           | 0          | 0                                          | 0            |
| Attaquantes |            |            |            |            |             |            |                                            |              |
|             |            |            |            | 0          | 0           | 0          | 0                                          | 0            |
|             |            |            |            | 0          | 0           | 0          | 0                                          | 0            |
|             |            |            |            | 0          | 0           | 0          | 0                                          | 0            |
|             |            |            |            | 0          | 0           | 0          | 0                                          | 0            |
|             |            |            |            | 0          | 0           | 0          | 0                                          | 0            |

## Groupe G

### Colombie
Ci-dessous, la liste des joueuses de Colombie qui participent aux Jeux olympiques d'été de 2012.
| #           | Nom        | Club       | Âge        | Joués      | But inscrit | Averti     | Carton jaune · Carton jaune · Carton rouge | Carton rouge |
| Entraîneur  | Entraîneur | Entraîneur | Entraîneur | Entraîneur | Entraîneur  | Entraîneur | Entraîneur                                 | Entraîneur   |
| ----------- | ---------- | ---------- | ---------- | ---------- | ----------- | ---------- | ------------------------------------------ | ------------ |
|             |            |            |            |            |             |            |                                            |              |
| Gardiennes  |            |            |            |            |             |            |                                            |              |
|             |            |            |            | 0          | 0           | 0          | 0                                          | 0            |
|             |            |            |            | 0          | 0           | 0          | 0                                          | 0            |
| Défenseurs  |            |            |            |            |             |            |                                            |              |
|             |            |            |            | 0          | 0           | 0          | 0                                          | 0            |
|             |            |            |            | 0          | 0           | 0          | 0                                          | 0            |
|             |            |            |            | 0          | 0           | 0          | 0                                          | 0            |
|             |            |            |            | 0          | 0           | 0          | 0                                          | 0            |
|             |            |            |            | 0          | 0           | 0          | 0                                          | 0            |
| Milieux     |            |            |            |            |             |            |                                            |              |
|             |            |            |            | 0          | 0           | 0          | 0                                          | 0            |
|             |            |            |            | 0          | 0           | 0          | 0                                          | 0            |
|             |            |            |            | 0          | 0           | 0          | 0                                          | 0            |
|             |            |            |            | 0          | 0           | 0          | 0                                          | 0            |
|             |            |            |            | 0          | 0           | 0          | 0                                          | 0            |
|             |            |            |            | 0          | 0           | 0          | 0                                          | 0            |
| Attaquantes |            |            |            |            |             |            |                                            |              |
|             |            |            |            | 0          | 0           | 0          | 0                                          | 0            |
|             |            |            |            | 0          | 0           | 0          | 0                                          | 0            |
|             |            |            |            | 0          | 0           | 0          | 0                                          | 0            |
|             |            |            |            | 0          | 0           | 0          | 0                                          | 0            |
|             |            |            |            | 0          | 0           | 0          | 0                                          | 0            |

### Corée du Nord
Ci-dessous, la liste des joueuses de la Corée du Nord qui participent aux Jeux olympiques d'été de 2012.
| #           | Nom        | Club       | Âge        | Joués      | But inscrit | Averti     | Carton jaune · Carton jaune · Carton rouge | Carton rouge |
| Entraîneur  | Entraîneur | Entraîneur | Entraîneur | Entraîneur | Entraîneur  | Entraîneur | Entraîneur                                 | Entraîneur   |
| ----------- | ---------- | ---------- | ---------- | ---------- | ----------- | ---------- | ------------------------------------------ | ------------ |
|             |            |            |            |            |             |            |                                            |              |
| Gardiennes  |            |            |            |            |             |            |                                            |              |
|             |            |            |            | 0          | 0           | 0          | 0                                          | 0            |
|             |            |            |            | 0          | 0           | 0          | 0                                          | 0            |
| Défenseurs  |            |            |            |            |             |            |                                            |              |
|             |            |            |            | 0          | 0           | 0          | 0                                          | 0            |
|             |            |            |            | 0          | 0           | 0          | 0                                          | 0            |
|             |            |            |            | 0          | 0           | 0          | 0                                          | 0            |
|             |            |            |            | 0          | 0           | 0          | 0                                          | 0            |
|             |            |            |            | 0          | 0           | 0          | 0                                          | 0            |
| Milieux     |            |            |            |            |             |            |                                            |              |
|             |            |            |            | 0          | 0           | 0          | 0                                          | 0            |
|             |            |            |            | 0          | 0           | 0          | 0                                          | 0            |
|             |            |            |            | 0          | 0           | 0          | 0                                          | 0            |
|             |            |            |            | 0          | 0           | 0          | 0                                          | 0            |
|             |            |            |            | 0          | 0           | 0          | 0                                          | 0            |
|             |            |            |            | 0          | 0           | 0          | 0                                          | 0            |
| Attaquantes |            |            |            |            |             |            |                                            |              |
|             |            |            |            | 0          | 0           | 0          | 0                                          | 0            |
|             |            |            |            | 0          | 0           | 0          | 0                                          | 0            |
|             |            |            |            | 0          | 0           | 0          | 0                                          | 0            |
|             |            |            |            | 0          | 0           | 0          | 0                                          | 0            |
|             |            |            |            | 0          | 0           | 0          | 0                                          | 0            |

### États-Unis
Ci-dessous, la liste des joueuses des États-Unis qui participent aux Jeux olympiques d'été de 2012.
| #           | Nom        | Club       | Âge        | Joués      | But inscrit | Averti     | Carton jaune · Carton jaune · Carton rouge | Carton rouge |
| Entraîneur  | Entraîneur | Entraîneur | Entraîneur | Entraîneur | Entraîneur  | Entraîneur | Entraîneur                                 | Entraîneur   |
| ----------- | ---------- | ---------- | ---------- | ---------- | ----------- | ---------- | ------------------------------------------ | ------------ |
|             |            |            |            |            |             |            |                                            |              |
| Gardiennes  |            |            |            |            |             |            |                                            |              |
|             |            |            |            | 0          | 0           | 0          | 0                                          | 0            |
|             |            |            |            | 0          | 0           | 0          | 0                                          | 0            |
| Défenseurs  |            |            |            |            |             |            |                                            |              |
|             |            |            |            | 0          | 0           | 0          | 0                                          | 0            |
|             |            |            |            | 0          | 0           | 0          | 0                                          | 0            |
|             |            |            |            | 0          | 0           | 0          | 0                                          | 0            |
|             |            |            |            | 0          | 0           | 0          | 0                                          | 0            |
|             |            |            |            | 0          | 0           | 0          | 0                                          | 0            |
| Milieux     |            |            |            |            |             |            |                                            |              |
|             |            |            |            | 0          | 0           | 0          | 0                                          | 0            |
|             |            |            |            | 0          | 0           | 0          | 0                                          | 0            |
|             |            |            |            | 0          | 0           | 0          | 0                                          | 0            |
|             |            |            |            | 0          | 0           | 0          | 0                                          | 0            |
|             |            |            |            | 0          | 0           | 0          | 0                                          | 0            |
|             |            |            |            | 0          | 0           | 0          | 0                                          | 0            |
| Attaquantes |            |            |            |            |             |            |                                            |              |
|             |            |            |            | 0          | 0           | 0          | 0                                          | 0            |
|             |            |            |            | 0          | 0           | 0          | 0                                          | 0            |
|             |            |            |            | 0          | 0           | 0          | 0                                          | 0            |
|             |            |            |            | 0          | 0           | 0          | 0                                          | 0            |
|             |            |            |            | 0          | 0           | 0          | 0                                          | 0            |

### France
Ci-dessous, la liste des joueuses de la France qui participent aux Jeux olympiques d'été de 2012.
| #           | Nom                     | Club                | Âge        | Joués      | But inscrit | Averti     | Carton jaune · Carton jaune · Carton rouge | Carton rouge |
| Entraîneur  | Entraîneur              | Entraîneur          | Entraîneur | Entraîneur | Entraîneur  | Entraîneur | Entraîneur                                 | Entraîneur   |
| ----------- | ----------------------- | ------------------- | ---------- | ---------- | ----------- | ---------- | ------------------------------------------ | ------------ |
|             | Bruno Bini              |                     |            |            |             |            |                                            |              |
| Gardiennes  |                         |                     |            |            |             |            |                                            |              |
| 1           | Céline Deville          | Montpellier HSC     | 30         | 0          | 0           | 0          | 0                                          | 0            |
| 18          | Sarah Bouhaddi          | Olympique lyonnais  | 25         | 0          | 0           | 0          | 0                                          | 0            |
| Défenseurs  |                         |                     |            |            |             |            |                                            |              |
| 2           | Wendie Renard           | Olympique lyonnais  | 22         | 0          | 0           | 0          | 0                                          | 0            |
| 4           | Laura Georges           | Olympique lyonnais  | 27         | 0          | 0           | 0          | 0                                          | 0            |
| 5           | Ophélie Meilleroux      | Montpellier HSC     | 28         | 0          | 0           | 0          | 0                                          | 0            |
| 7           | Corine Franco           | Olympique lyonnais  | 28         | 0          | 0           | 0          | 0                                          | 0            |
| 8           | Sonia Bompastor         | Olympique lyonnais  | 32         | 0          | 0           | 0          | 0                                          | 0            |
| 16          | Sabrina Viguier         | Olympique lyonnais  | 31         | 0          | 0           | 0          | 0                                          | 0            |
| Milieux     |                         |                     |            |            |             |            |                                            |              |
| 3           | Laure Boulleau          | Paris Saint-Germain | 25         | 0          | 0           | 0          | 0                                          | 0            |
| 6           | Sandrine Soubeyrand (c) | Juvisy              | 38         | 0          | 0           | 0          | 0                                          | 0            |
| 10          | Camille Abily           | Olympique lyonnais  | 27         | 0          | 0           | 0          | 0                                          | 0            |
| 13          | Camille Catala          | Saint-Étienne       | 25         | 0          | 0           | 0          | 0                                          | 0            |
| 14          | Louisa Nécib            | Olympique lyonnais  | 27         | 0          | 0           | 0          | 0                                          | 0            |
| 15          | Élise Bussaglia         | Paris Saint-Germain | 31         | 0          | 0           | 0          | 0                                          | 0            |
| Attaquantes |                         |                     |            |            |             |            |                                            |              |
| 9           | Eugénie Le Sommer       | Olympique lyonnais  | 23         | 0          | 0           | 0          | 0                                          | 0            |
| 11          | Marie-Laure Delie       | Montpellier HSC     | 24         | 0          | 0           | 0          | 0                                          | 0            |
| 12          | Élodie Thomis           | Olympique lyonnais  | 25         | 0          | 0           | 0          | 0                                          | 0            |
| 17          | Gaëtane Thiney          | Juvisy              | 26         | 0          | 0           | 0          | 0                                          | 0            |